# 珀耳塞福涅
珀耳塞福涅（希臘語：Περσεφόνη），又譯為普西芬妮、泊瑟芬。她是希腊神话中冥界的王后，主神宙斯和農業之神狄蜜特的女兒，冥界之神黑帝斯的妻子。
据传说，珀耳塞福涅越快樂，大地便越一片繁榮；越悲傷，大地就越一片荒蕪。珀耳塞福涅被冥王黑帝斯擄走後整日郁郁不乐，大地上的花朵漸漸枯萎。後來其母得墨忒耳經太陽神赫利俄斯的協調，及宙斯的出面處理，終於找回珀耳塞福涅，但珀耳塞福涅已在黑帝斯的欺骗下吃了四顆（或六顆）石榴籽，註定每年要回冥界四個月（或六個月）。据荷马颂歌讲到，農神狄蜜特使大地作物生长或枯萎，人間之所以有春夏秋冬四季，是因为她的女儿珀耳塞福涅在春夏时回到众神之中、在秋冬时去冥界。
在希腊，方言的不同使珀耳塞福涅的名称也有所不同。罗马人首次听闻珀耳塞福涅时，听到的是她名字的方言版本——普洛塞庇涅（Proserpine），因此在后来的罗马神话中与她相对应的女神就叫普洛塞庇娜（Proserpina）。罗马女神普洛塞庇娜后来成为文艺复兴的代表形象。
珀耳塞福涅这个名字意为“打脱谷种者”或“光明的破坏者”（light-destroyer），阿提卡人更喜欢用她神秘的别名科瑞（κόρη, 、“少女”之意）来称呼她。珀耳塞福涅与赫卡忒关系较为密切，有时二者也会相互混同起来。
在希腊艺术中珀耳塞福涅一般被画为一个身穿长袍、抱着收割后的稻穗或者麦穗、面带庄重微笑的妇女。

## 传说

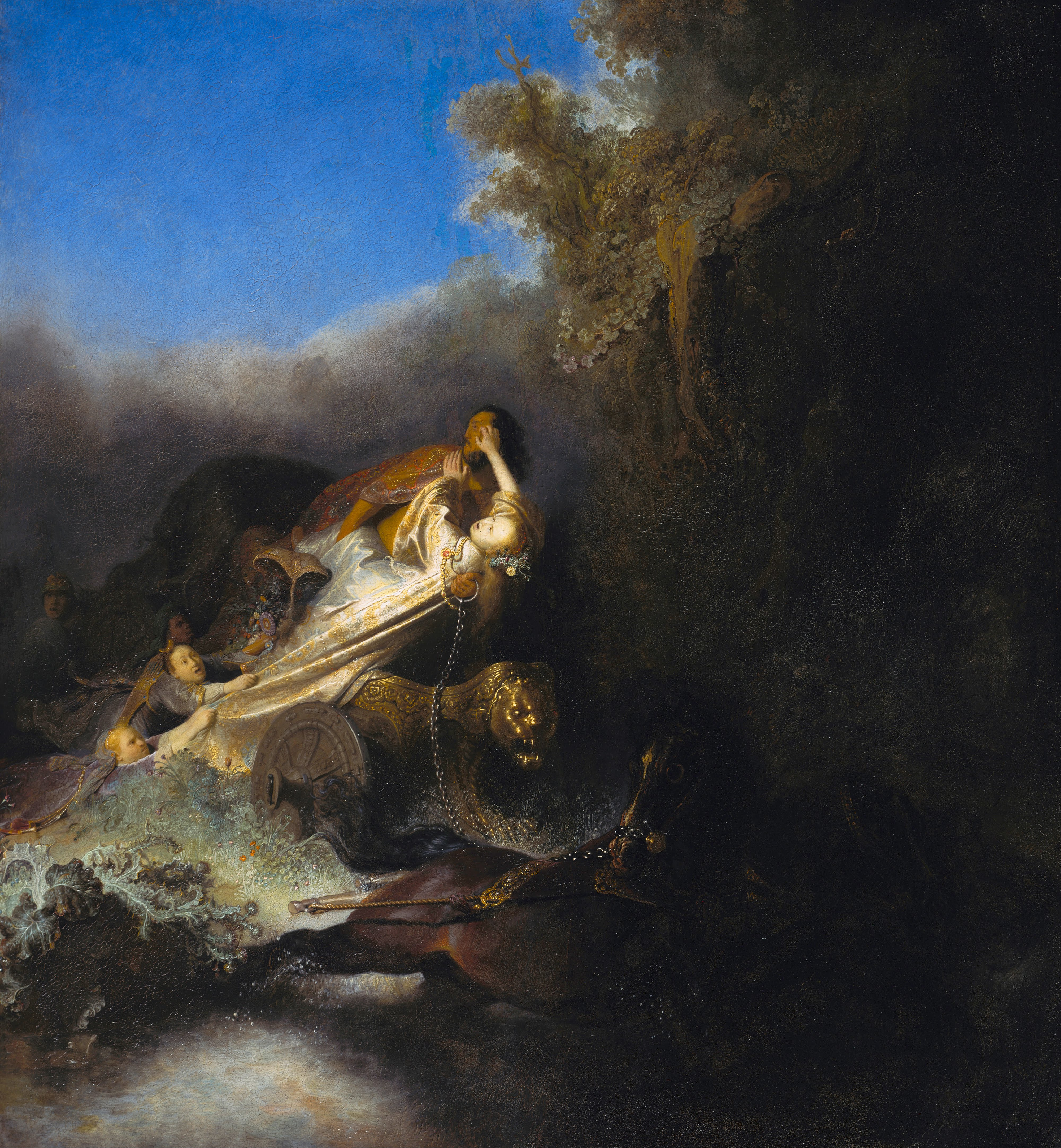
《掠夺珀耳塞福涅》（伦勃朗/画，1631）

### 珀耳塞福涅的身世
按照赫西俄德的《神谱》的叙述，珀耳塞福涅是主神宙斯和農業之神狄蜜特的女兒：“他（指宙斯）来到慷慨的狄蜜特的床上，她生出了白臂的珀耳塞福涅，她被黑帝斯从她母亲身边偷走。”
但是不像奥林匹斯山上的神的其他儿女，珀耳塞福涅一开始没有固定的地位。据说赫耳墨斯、阿瑞斯、阿波罗和赫淮斯托斯作为她的兄弟，都曾与她欢爱。这体现了珀耳塞福涅丰产女神的特征。

### 成为冥王后
有一天，珀耳塞福涅正在与其他水仙女或者海仙女（在荷马史诗中，她是与雅典娜和阿耳忒弥斯）一起在恩纳采花，突然黑帝斯从地缝中升出将珀耳塞福涅拉走。陪伴她的仙女由於没有阻止黑帝斯，被狄蜜特变成了塞壬。农业女神狄蜜特失去女儿后非常悲伤，因此大地上万物停止生长。太阳神赫利俄斯看到了一切，将珀耳塞福涅的下落告诉了狄蜜特。
宙斯无法阻止大地荒芜，因此派遣赫耳墨斯說服黑帝斯将珀耳塞福涅还给狄蜜特。但在赫耳墨斯到达前，黑帝斯欺骗珀耳塞福涅吃了四颗（或六颗）石榴籽，这使珀耳塞福涅每年有四个月（或六个月）的时间須重返冥界。因此每年狄蜜特与她的女儿团聚时大地上万物生长，但在珀耳塞福涅得返回冥界的數个月里时，地面上则万物枯竭。此外还有一个版本说赫卡忒营救了珀耳塞福涅，并成为珀耳塞福涅在冥府的保护者。
有人认为这个故事的根本源泉是珀耳塞福涅原本是宙斯的配偶，哈迪斯是宙斯的分身；或认为这是是古希腊的结婚仪式的解释（古希腊男子会从一群少女中抢夺适婚年龄的女子）；还有有人认为对季节的解释是后来添加上去的。

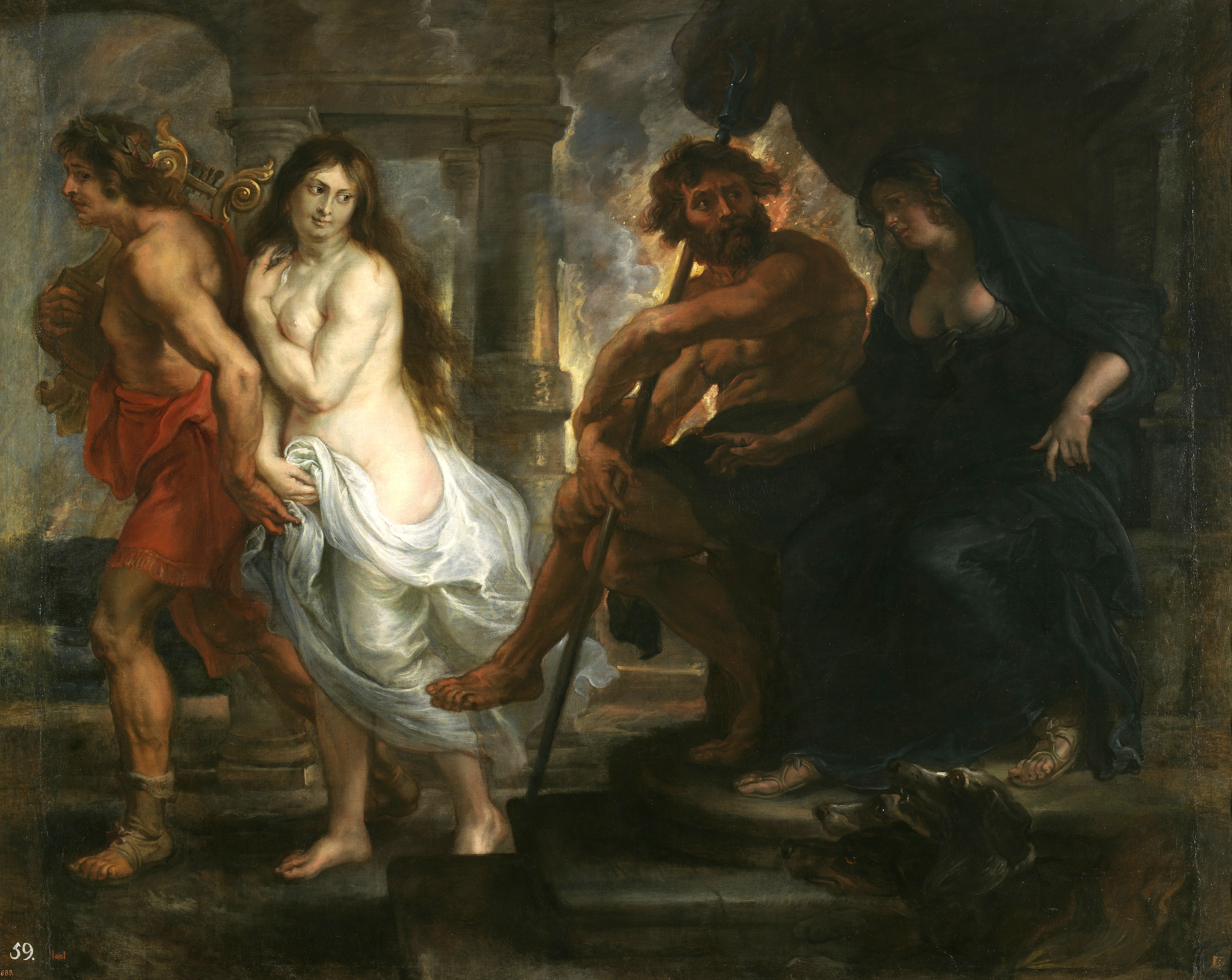
《俄耳甫斯与欧律狄刻》（彼得·保罗·鲁本斯/画，1636-1638）

### 怜悯俄耳甫斯
作为冥后的珀耳塞福涅只有一次显示了怜悯：她被俄耳甫斯的歌深深打动，同意俄耳甫斯将他的妻子欧律狄刻带回人间。
但是珀耳塞福涅提出了一个苛刻的要求：欧律狄刻必须走在俄耳甫斯的身后，而且在两人到达地面以前俄耳甫斯不准转身看欧律狄一眼。俄耳甫斯同意了，但就在他们即将回到人间时，他还是忍不住回头去看他的妻子是否跟在他身后，结果因此永远地失去了他的妻子。

### 阿多尼斯之争
珀耳塞福涅也在阿佛洛狄忒与她的情人阿多尼斯的故事中出现过。阿佛洛狄忒在她的好朋友海伦娜的帮助下，自阿多尼斯一出生后就绑架走了他。阿佛洛狄忒被阿多尼斯无限的美深深打动，她求珀耳塞福涅来帮她照看这个美少年，但是珀耳塞福涅后来也被阿多尼斯的美所打动，因此不肯将他交还给阿佛洛狄忒。最后宙斯（也有版本称是卡利俄珀）出面调停，决定让阿多尼斯每年四个月与阿佛洛狄忒待在一起，四个月与珀耳塞福涅待在一起，剩下的四个月他可以自由决定。但是阿多尼斯总是决定与阿佛洛狄忒待在一起，而不愿与冷酷无情的冥后待在一起。

### 惩罚门塔
作为哈得斯的合法妻子，珀耳塞福涅无法容忍哈得斯的不贞行为。例如在哈得斯爱上了一个叫门塔的仙女时，珀耳塞福涅将门塔变成了薄荷。

### 忒修斯和皮里托奧斯之誓言
忒修斯和皮里托奧斯兩人曾发誓都要娶到宙斯的女儿为妻。忒修斯选择了海伦，两人成功地绑架了她，只等她成人即可成婚；而皮里托奧斯选择了珀耳塞福涅，于是两人又出发去冥府。冥王哈得斯假意设宴欢迎他们，等他们一坐下就派出毒蛇紧紧缠住了两人的脚（也有一版本说，他们的腿被地面长出的石头固定住了）。
直到后来另一位英雄赫拉克勒斯为了做第十二项任务来到冥府，被困的忒修斯两人才有了获救的希望。赫拉克勒斯成功解救了忒修斯，但是当他试图释放皮里托奧斯时，大地却震动起来，于是皮里托奧斯被永远留在在了冥府。据说雅典人的大腿较细，就是因为忒修斯被解救时腿被夹住扯下了一些皮肉。

## 象征与崇拜
最早关于珀耳塞福涅的故事则说珀耳塞福涅本来就是可怕的死亡女神，是迈锡尼文明时期的女冥王。然而珀耳塞福涅这个名字原先并不是来源自希腊语，那就说明她是一位古老的地方性女神，对于她的崇拜在希腊人入侵巴尔干半岛以前就开始盛行了。直到希腊征服者时代开始，对她的崇拜才和对处女神科瑞的崇拜逐渐合二为一。
科瑞被尊奉为丰收女神，可能是因为她最初常与地母神得墨忒耳被混为一体。而随着希腊宗教的进一步发展，珀耳塞福涅和科瑞合并起来成为了宙斯和得墨忒耳的女儿。不过在整个希腊历史时期内，珀耳塞福涅和得墨忒耳这两位女神始终共享奉祀。
同时作为冥界女神，珀耳塞福涅与她的母亲得墨忒耳仍然有密切关系。在厄琉西斯，对这两位女神的共同崇拜，具有秘密祭典的性质。随着宗教观念的进一步发展，两位丰收女神开始被看作是与农业密不可分的定居生活的奠基者和立法者。在雅典，人们把得墨忒耳和珀耳塞福涅共同称为“忒斯摩福拉（Thesmophoria, 立法者）”，并且认为她们是婚姻和家庭关系的庇护者。秋天，举行有专门纪念她们的节日——立法女神节。
在俄耳甫斯教教徒的神秘教义中，珀耳塞福涅具有独立的意义。这个教义说她是宙斯的妻子，扎格柔斯的母亲，也是开创自然界的女神。她的常用别称有：“娘娘”、“大女神”等。在后来的宗教体系中，她同其他的地母神或地狱神（盖亚、瑞亚、赫卡忒、伊西斯）混同起来。她的罗马对应神是普洛塞庇娜，普洛塞庇娜是与古老的乡村植物女神利柏拉混为一体的女神。罗马人从意大利南部和西西里岛的希腊人那里学来了对珀耳塞福涅的崇拜，并把有关她的一切神话都移植到普洛塞庇娜身上。
在古希腊艺术造型中，珀耳塞福涅的形象反映出她的双重性：作为冥界王后时，她的形象是一手执火炬，一手持石榴的冥后，并同冥王哈得斯站在一起，显得威严而冷酷；而作为丰收女神时，她的形象是手持谷穗的女性形象，或者是和阿耳忒弥斯、雅典娜一同在草地里采花的美丽少女形象。
人们敬献给冥界女神珀耳塞福涅的供品是黑色的、没有生殖能力的母牛。珀耳塞福涅没有专门祭祀她的神庙。

### 象征及其解读
珀耳塞福涅回到冥府时大地则万物凋零，重返大地和母亲在一起时则万物复苏，是再生与死亡的象征。这也常被用来作为古代神话对季节变化来源的解释。但这些只是珀耳塞福涅故事的一面，对于古希腊人来说这故事还有另一面：就是她成为了冥界的王后，冥王哈得斯的妻子。她从以前的天真烂漫瞬间变得冷酷无情，异常可怕。
珀耳塞福涅在冥界有着极大的权力，她指挥冥界的妖魔鬼怪，断绝濒死之人同生人之间的最后联系。于是珀耳塞福涅同时也是一种阴暗魔力的化身，她毫不留情地把一切生命拉进地下黑暗深渊的怀抱，所以人们将坟墓称为“珀耳塞福涅的房间”。古希腊人因此不敢直呼其名，而只愿意称她为“科瑞”（κόρη, 少女）。她的故事也是厄琉息斯秘密仪式的背景，传说这个仪式可以使参加它的人在可怕的珀耳塞福涅眼下与死去的传说中的英雄共餐，从而获得永生。
在希腊，伟大女神典型的呈现出三位一体的形象（三相女神），有关珀耳塞福涅神话的密切关系者，她们是科瑞（少女）、得墨忒耳（母亲）、赫卡忒（老太婆）。同时珀耳塞福涅也是赫卡忒作为三相女神的一个面相：赫卡忒在天国是象征月亮的塞勒涅，在大地是象征女猎手的阿耳忒弥斯，在冥界她是象征破坏者的珀耳塞福涅。

## 现代研究
一些现代学者认为珀耳塞福涅的原型比希腊神话要早，她是石器时代或者米诺斯文明的女神。有人甚至将她与克诺塞斯的“迷宫女神”联系到一起。
另一方面越来越多的学者批评所有的上古文化都有一个大地母亲神的假设。

## 家庭
- 父 宙斯
- 母 得墨忒耳
- 兄弟 伊阿科斯（父亲不明，可能是宙斯）
  - 子 扎格柔斯
  - 女 墨利诺厄（英语：Melinoë）
- 夫 哈迪斯
- 情人 阿多尼斯